# Nén ảnh
Nén hình ảnh là một loại của nén dữ liệu được áp dụng cho hình ảnh kỹ thuật số, để giảm chi phí cho việc lưu trữ hoặc truyền tải. Các thuật toán có thể tận dụng các đặc điểm của thị giác và các thuộc tính thống kê của dữ liệu hình ảnh để cung cấp kết quả vượt trội so với các phương pháp nén dữ liệu chung được sử dụng cho các dữ liệu số khác.

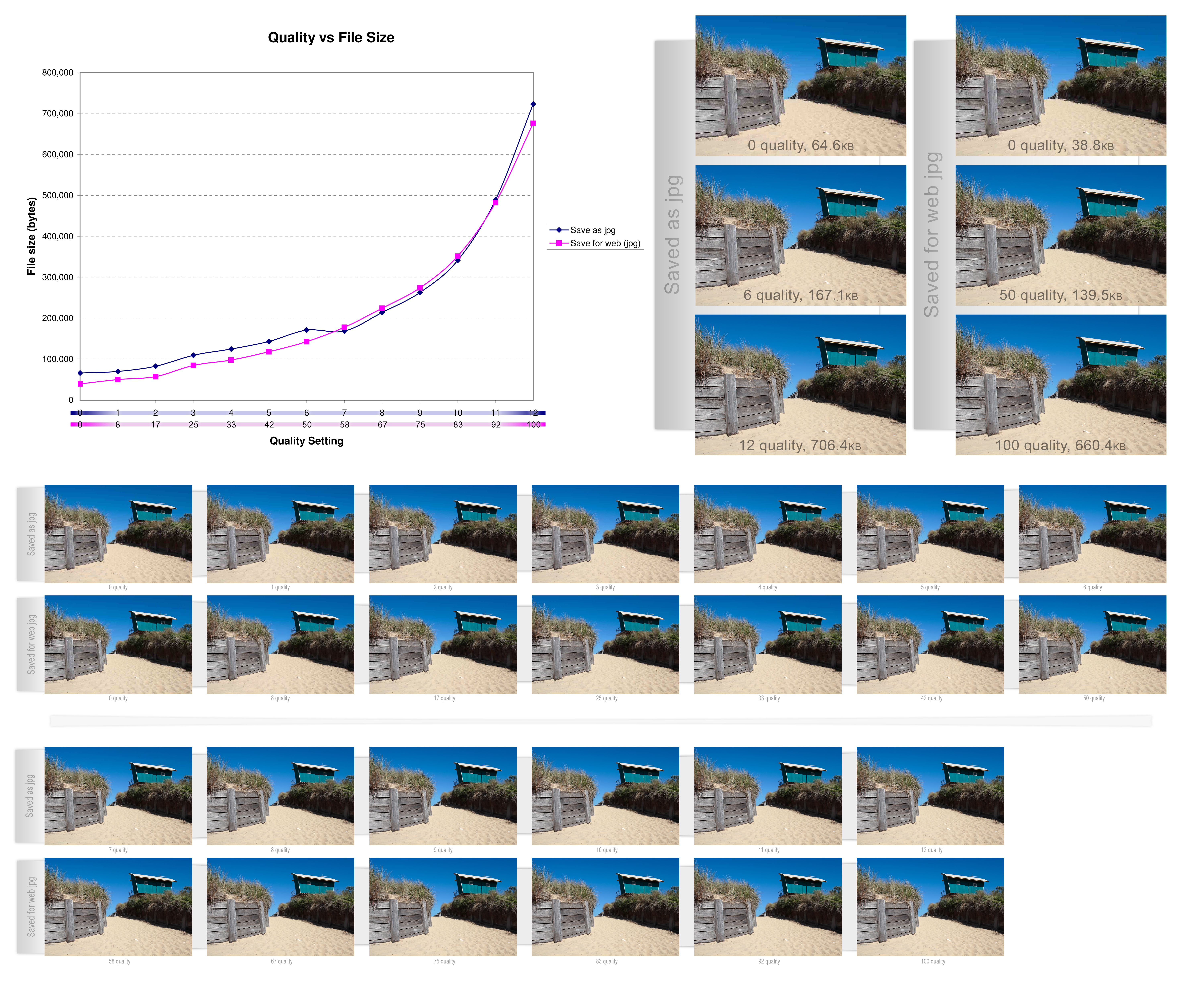
So sánh các hình ảnh JPEG được lưu bởi Adobe Photoshop ở các mức chất lượng khác nhau và có hoặc không có "lưu cho web"

## Nén hình ảnh có tổn hao và nén hình ảnh không tổn hao
Nén hình ảnh có thể bị tổn hao  hoặc không tổn hao. Nén không tổn hao được ưa thích cho mục đích lưu trữ và thường cho hình ảnh y tế, bản vẽ kỹ thuật, clip art hoặc truyện tranh. Các phương pháp nén có tổn hao, đặc biệt là khi được sử dụng ở tốc độ bit thấp, tạo nên các sản phẩm nén. Các phương pháp nén có tổn hao đặc biệt phù hợp với các hình ảnh tự nhiên, chẳng hạn như các bức ảnh trong các ứng dụng mà sự suy giảm chất lượng (đôi khi không thể nhận ra) có thể chấp nhận được để giảm tốc độ bit đáng kể. Nén tổn hao tạo ra sự khác biệt không đáng kể có thể được gọi là tổn hao thị giác.
Các phương pháp để nén không mất dữ liệu:
- Mã hóa thay đổi độ dài - được sử dụng trong phương thức mặc định trong PCX và là một trong những điều có thể có trong BMP, TGA, TIFF
- Nén hình ảnh theo khu vực
- DPCM và mã hóa dự đoán
- Mã hóa Entropy
- Các thuật toán từ điển thích ứng như LZW - được sử dụng trong GIF và TIFF
- DEFLATE - được sử dụng trong PNG, MNG và TIFF
- Mã chuỗi

Các phương pháp nén có tổn hao mất mát:
- Giảm không gian màu thành các màu phổ biến nhất trong ảnh. Các màu đã chọn được chỉ định trong bảng màu trong tiêu đề của ảnh nén. Mỗi pixel chỉ tham chiếu các chỉ số của một màu trong bảng màu, phương pháp này có thể được kết hợp với phối màu để tránh phân đoạn màu sắc.
- Lấy mẫu phụ sắc độ. Điều này lợi dụng thực tế là mắt người nhận thấy sự thay đổi không gian của độ sáng mạnh hơn so với màu sắc, bằng cách lấy trung bình hoặc bỏ một số thông tin sắc độ trong ảnh.
- Mã hóa chuyển đổi. Đây là phương pháp được sử dụng phổ biến nhất. Cụ thể, một biến đổi liên quan đến Fourier như Biến đổi Cosine rời rạc (DCT) được sử dụng rộng rãi: N. Ahmed, T. Natarajan và KRRao, " Biến đổi Cosine rời rạc Lưu trữ ngày 25 tháng 11 năm 2011 tại Wayback Machine ", IEEE Trans. Máy tính, 90 cạn93, tháng 1 năm 1974. DCT đôi khi được gọi là "DCT-II" trong tập hợp họ các biến đổi cosin rời rạc; ví dụ, xem biến đổi cosine rời rạc. Biến đổi wavelet được phát triển gần đây cũng được sử dụng rộng rãi, tiếp theo là lượng tử hóa và mã hóa entropy.
- Nén Fractal.

## Các tính chất khác
Chất lượng hình ảnh tốt nhất với tốc độ nén nhất định (hoặc tốc độ bit) là mục tiêu chính của nén hình ảnh, tuy nhiên, cũng có các thuộc tính quan trọng khác trong nén hình ảnh:
Khả năng mở rộng thường đề cập đến việc giảm chất lượng đạt được bằng cách thao tác với dòng bit hoặc tệp (không giải nén và nén lại). Các tên khác cho khả năng mở rộng là mã hóa lũy tiến hoặc dòng bit nhúng. Mặc dù bản chất trái ngược của nó, khả năng mở rộng cũng có thể được tìm thấy trong các mã hóa không tổn hao, thường ở dạng quét pixel từ thô đến mịn. Khả năng mở rộng đặc biệt hữu ích để xem trước hình ảnh trong khi tải xuống (ví dụ: trong trình duyệt web) hoặc để cung cấp quyền truy cập chất lượng thay đổi vào ví dụ: cơ sở dữ liệu. Có một số loại khả năng mở rộng:
- Chất lượng lũy tiến hoặc lớp lũy tiến: Dòng bit liên tục tinh chỉnh hình ảnh được xây dựng lại.
- Độ phân giải lũy tiến: Đầu tiên mã hóa độ phân giải hình ảnh thấp hơn; sau đó mã hóa sự khác biệt để độ phân giải cao hơn.[2][3]
- Thành phần lũy tiến: Phiên bản đầu tiên mã hóa màu xám; sau đó thêm màu đầy đủ.

Vùng mã hóa quan tâm. Một số phần của hình ảnh được mã hóa với chất lượng cao hơn những phần khác. Điều này có thể được kết hợp với khả năng mở rộng (mã hóa các phần này trước, phần khác sau).
Thông tin tổng hợp. Dữ liệu nén có thể chứa thông tin về hình ảnh có thể được sử dụng để phân loại, tìm kiếm hoặc duyệt hình ảnh. Thông tin như vậy có thể bao gồm thống kê màu sắc và kết cấu, hình ảnh xem trước nhỏ và thông tin tác giả hoặc bản quyền.
Sức mạnh xử lý. Các thuật toán nén đòi hỏi lượng sức mạnh xử lý khác nhau để mã hóa và giải mã. Một số thuật toán nén cao đòi hỏi sức mạnh xử lý cao.
Chất lượng của phương pháp nén thường được đo bằng tỷ lệ nhiễu tín hiệu cực đại. Nó đo lượng nhiễu được tạo ra thông qua việc nén hình ảnh có tổn hao, tuy nhiên, đánh giá chủ quan của người xem cũng được coi là một thức đo quan trọng, có lẽ, là thức đo quan trọng nhất.